# Фокс Бродкастинг Къмпани
Фокс Бродкастинг Къмпани (на английски: Fox Broadcasting Company, често наричана просто Fox) – американска телекомпания. Собственик на Фокс. Една от най-големите компании излъчвани в света. Фокс е основана през 1986 в Ню Йорк от Рупърт Мърдок. Телекомпанията станала успешна и популярна благодарение на изключително популярните сериали като „Досиетата Х“, „Д-р Хаус“, „Женени с деца“, „Бягство от затвора“, както и анимационните поредици „Семейство Симпсън“, „Футурама“, „Семейният тип“, „Шоуто на Кливланд“, „Американски татко!“ и други.

## Фокс Интернешънъл Чанълс
В България Фокс стартира първия си телевизионен канал Fox Life на 8 септември 2005 г. С това отваря врати и първият офис на Фокс Интернешънъл Чанълс за Източна Европа. Фокс Интернешънъл Чанълс (България & Балканс) разработва, произвежда и разпространява 11 развлекателни, документални и филмови канали в България, Албания, Босна и Херцеговина, Хърватия, Македония, Черна гора, Косово, Сърбия и Словения.
Основните ѝ телевизионни канали са Fox, Fox Life, Fox Crime, Fox Movies, 24kitchen, Нешънъл Джиографик Ченъл, Nat Geographic Wild.
Във фирмата работят повече от 100 професионалисти в офисите в София, Белград, Любляна и Загреб. 